# Gandu
Gandu este un oraș în statul Bahia (BA) din Brazilia.